# Щукін Анатолій Костянтинович
Анато́лій Костянти́нович Щу́кін (8 червня 1908, Катеринослав — 1992, Дніпропетровськ) — український графік; член Спілки радянських художників України з 1946 року.

## Життєпис
Народився 8 червня 1908 року в місті Катеринославі (нині Дніпро, Україна). Протягом 1926—1929 років навчався а мистецько-промислових курсах у Дніпропетровську, був учнем Михайла Паніна, Григорія Теннера, Івана Євсевського. 1930 року вступив до будівельного інституту, але після трьох курсів навчання залишив його і почав працювати на Металургійному заводі імені Петровського у редакції заводської газети «Ударник». Створював портрети передовиків виробництва, малював агітаційні плакати.
Після німецько-радянської війни створював плакати, малював карикатури для газет і журналів. Мешкав у Дніпропетровську в будинку на проспекті Пушкіна, № 61, квартира № 10. Помер у Дніпропетровську у 1992 році.

## Творчість
Працюєвав у галузях плаката, станкової графіки і сатиричної карикатури. Серед робіт:
плакати
- «Ні хвилини простою біля греблі Дніпрогесу» (1945);
- «Берегти й охороняти народне добро» (1946);

серії ліногравюр
- «Відродження Дніпрогесу» (1949);
- «Дніпропетровськ» (1959—1972);
- «Будівництво Кременчуцької ГЕС» (1959);
- «У металургів Дніпропетровська» (1961);
- «Вечірній Дніпропетровськ» (1965).

Брав участь у республіканських виставках з 1947 року, всесоюзних — з 1957 року. Персональні виставки художника відбулися у Дніпропетровську у 1959, 1978 та 1988 роках.
У Дніпровському художньому музеї зберігається 38 екземплярів друкованої графіки, створеної художником.